# Ofring i romersk religion
Ofring (latin: sacrificium, "helliggøre") var et fremtrædende element i romersk religion. Pligten til at udveksle gaver med guderne gennem offerritualer indgik i trosforestillingen om ius divinum (hellig lov), som var udbredt i romersk kultur. En korrekt ofring var vigtig for at sikre at pagten, pax deorum (fred med guderne) mellem mennesker og guder, blev opretholdt. Så længe den hellige lov blev overholdt, ville guderne fortsat sørge for samfundets lykke og fremgang.

## Praksis
Offergaverne blev kaldt hostia eller victima og bestod i langt de fleste tilfælde af madvarer, dyr, frugt, kager eller vin. Dele af offergaverne blev brændt på et alter, og resterne blev spist af ritualdeltagerne. Selve ceremonien blev ledet af en præst, mens assistenter tog sig af de praktiske gerninger. Præstens primære opgave var at overvåge hele ceremonien så den fulgte alle forskrifter. Hvis den ikke gjorde det, betød det et brud på den hellige lov, og freden med guderne kunne blive bragt i fare.
Plinius den Ældre beretter i Naturalis Historia hvordan bøn og musik altid ledsagede offerhandlingerne. Han skriver, at uden bøn vil man intet opnå af en ofring, da bønnen er den eneste både, hvorpå mennesket kan henvende sig til guderne. Disse bønner havde en helt fast form og blev under ceremonien læst op fra et manuskript; det skulle sikre at intet blev glemt eller udeladt. Desuden var musikledsagelse vigtig, almindeligvis en fløjtespiller, så alle former for forstyrrelser udefra kunne blive overdøvet.
Romerne skelnede skarpt mellem de ritualer, som hørte til i det offentlige rum, og dem, som hørte til det private. De offentlige blev varetaget af særlige præsteskaber, som hver havde ansvaret for en kult eller religiøs fest. I den private husstand blev offerhandlingerne ledet af pater familias (husfaderen), der repræsenterede alle i husstanden både overfor øvrigheden og guderne.

### Offentlige offerritualer
Ofring i det offentlige rum fandt sted enten i forbindelse med de religiøse højtider eller i krisesituationer, hvor statens sikkerhed stod på spil. Her var de foretrukne offergaver kvæg, grise, geder eller får, og i ældre tid endog mennesker. De guddomme, ritualerne var rettet imod, var statsguderne Jupiter, Mars, Vesta osv. Offerhandlinger i statskulten fandt normalt sted i et tempel indviet til den gud, der skulle modtage ofret.
Grækeren Dionysius beskrev en romersk ofring som meget lig den græske; deltagerne skulle først vaske hænder. Offeret rensedes med rent vand og frugt. Assistenterne slog dyret ihjel med en kølle, skar det op med en kniv og fjernede indvoldene. Herefter blev et stykke af hver legemsdel skåret fra, strøet med speltmel og brændt på et alter, mens stykkerne blev overhældt med vin. Resten af kødet blev tilberedt og spist.

### Private offerritualer
I husstanden ofredes til de mindre guddomme, der var tilknyttet hjemmet: slægtens genius, larerne, penaterne, di manes o.lign. Her blev ceremonien ledet af pater familias og offergaverne bestod frugt, kager og vin og i sjældne tilfælde af dyr. Et romersk hus var udstyret med et alter, og alle religiøse handlinger blev udført her.